# بوبي جونز (محامي)
بوبي جونز (بالإنجليزية: Bobby Jones)‏ (و. 1902 – 1971 م) هو محامي، ولاعب غولف أمريكي، ولد في أتلانتا، جورجيا، توفي في أتلانتا، جورجيا، عن عمر يناهز 69 عاماً، بسبب اضطراب عصبي.

## التعليم
تعلم في جامعة هارفارد، ومعهد جورجيا التقني.

## جوائز
حصل على جوائز منها:
- قاعة الشهرة العالمية للجولف  [لغات أخرى]‏.

## وصلات خارجية
- بوبي جونز على موقع IMDb (الإنجليزية)
- بوبي جونز على موقع الموسوعة البريطانية (الإنجليزية)
- بوبي جونز على موقع ديسكوغز (الإنجليزية)
- بوبي جونز على موقع قاعدة بيانات الفيلم (الإنجليزية)

- بوبي جونز في قاعدة بيانات الأفلام على الإنترنت